# Estádio Artur Marinho
Estádio Artur Marinho – stadion piłkarski, w Corumbá, Mato Grosso do Sul, Brazylia, na którym swoje mecze rozgrywa klub Corumbaense Futebol Clube.

## Historia
4 lipca 1941 – inauguracja
1961 – instalacja oświetlenia
1964 – pierwsza przebudowa
1981 – kolejna przebudowa, zwiększająca pojemność do 15,000